# Kenny Baker (Brits acteur)
Kenneth George (Kenny) Baker (Birmingham, 24 augustus 1934 – Manchester, 13 augustus 2016) was een Brits acteur en muzikant. Hij werd vooral bekend vanwege zijn rol als de man in R2-D2 in zeven Star Wars-films.

## Carrière
Baker was 112 centimeter groot. Hij zat in zijn jeugd op een internaat in Kent. Hij was het enige kind in zijn gezin en droomde er altijd van in zijn vaders voetstappen te treden en ook etser te worden. Maar zijn opleiding liet dat niet toe. Na zijn studies trok hij in bij zijn stiefmoeder in Hastings tot hij in 1951 op straat benaderd werd door een vrouw die hem uitnodigde om mee te spelen met een toneelgezelschap dat uitsluitend uit mensen met dwerggroei bestond. Dit was de eerste keer dat hij op de planken stond. Later sloot Kenny zich aan bij een circus, maar dat duurde niet erg lang. Hij leerde ook ijsschaatsen en verscheen in verschillende schaatsshows. Hij had net een succesvolle komedie-act opgericht met entertainer Jack Purvis onder de naam Minitones toen George Lucas Baker inhuurde om R2-D2 te spelen in Star Wars in 1977.
Baker verscheen in zes afleveringen van de serie Star Wars. Hij nam de rol van R2-D2 voor zich op in de originele trilogie en in de prequels. Hij speelde een tweede rol in Return of the Jedi (uit 1983) als Paploo, de Ewok die een speeder bike steelt van het Empire. Volgens het oorspronkelijke plan zou Baker de rol van Wicket op zich nemen, maar hij werd ziek en de rol ging naar Warwick Davis. Vanaf Star Wars: Episode VII: The Force Awakens volgde Jimmy Vee hem op. Baker was verder ook te zien in Justin Lee Collins' Bring Back Star Wars. Hij beweerde daarin dat Anthony Daniels, een medeacteur uit de Star Warsfilms, vaak onbeschoft was tegen hem en anderen, onder wie fans.
Andere films waar Baker in te zien is, zijn The Elephant Man, Time Bandits (ook met Purvis), Amadeus, Jim Hensons Labyrinth en Willow. Hij had tevens een rol in de Britse dramaserie Casualty.

## Later werk
Eind jaren 90 had Baker een korte carrière als stand-upcomedian. In juli 1997 speelde hij mondharmonica met de James Coutts Scottish Dance Band op Hugh McCaig's Silverstone Party. 
Hoewel hij en zijn vrouw dwerggroei hebben, hebben hun beide zonen dit niet.
In november 2009 kwam Bakers biografie From Tiny Acorns: The Kenny Baker Story uit via zijn website, op conventies en op signeersessies. Hij schreef het samen met auteur Ken Mills.